# Amomum raoi
Amomum raoi là một loài thực vật có hoa trong họ Gừng. Loài này được Valukattil Ponnachan Thomas và Mamiyil Sabu mô tả khoa học đầu tiên năm 2020.

## Từ nguyên
Tính từ định danh raoi (hay raoii) là để vinh danh tiến sĩ Raghavendra R. Rao, CIMAP (Central Institute of Medicinal and Aromatic Plants), Bangaluru vì những đóng góp của ông cho phân loại học.

## Phân bố
Loài này có ở Sikkim, Ấn Độ.

## Phân loài, thứ
- A. raoi var. raoi:[3] Nguyên chủng.
- A. raoi var. oblongum (V.P.Thomas & M.Sabu) M.Sabu & V.P.Thomas, 2020[1] (đồng nghĩa: A. kingii var. oblongum V.P.Thomas & M.Sabu, 2015).[4][5]